# NGC 2283

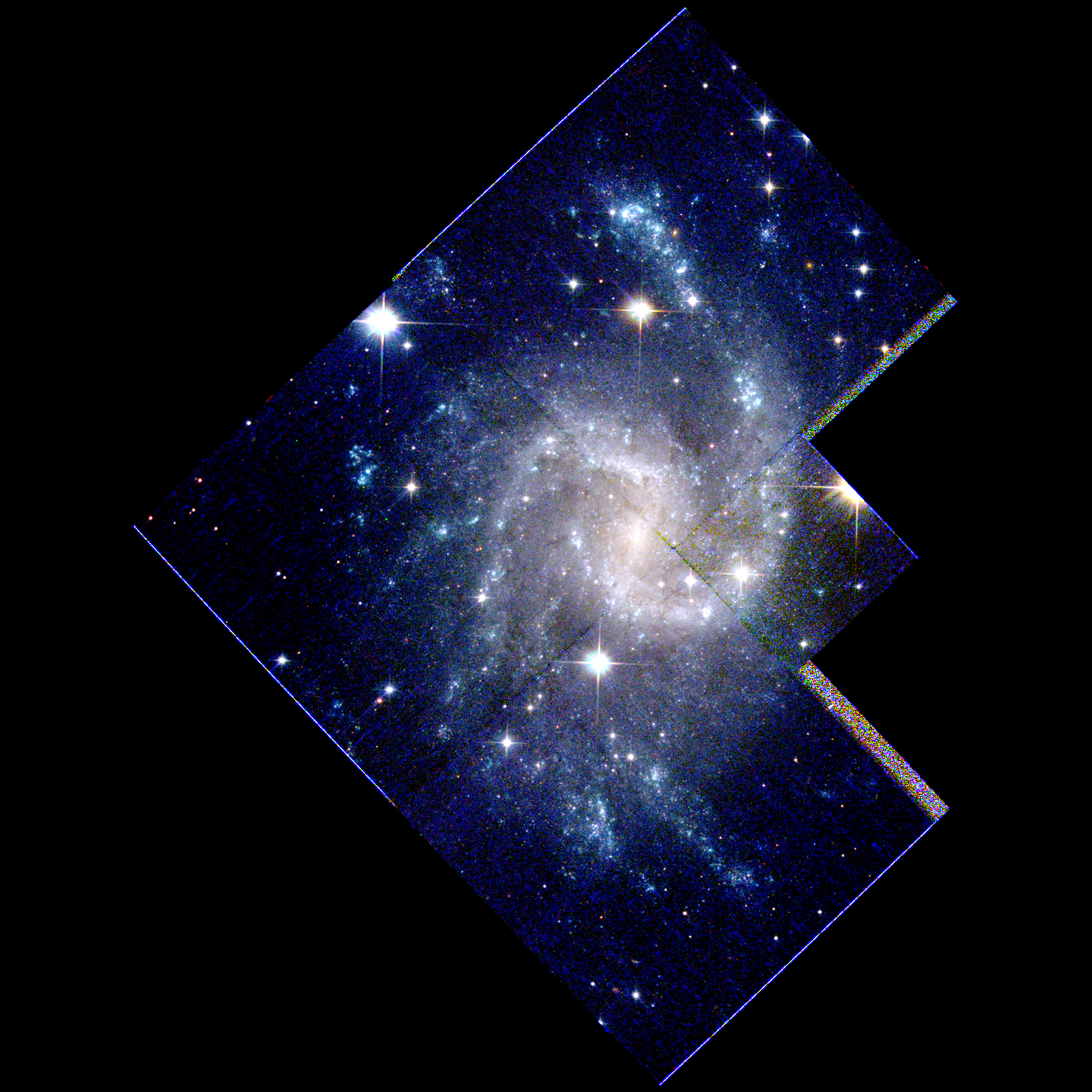
NGC 2283 par le télescope spatial Hubble.

NGC 2283 est une galaxie spirale barrée située dans la constellation du Grand Chien. NGC 2283 a été découverte par l'astronome germano-britannique William Herschel en 1785.

## Caractéristiques
Sa vitesse par rapport au fond diffus cosmologique est de 994 ± 11 km/s, ce qui correspond à une distance de Hubble de 14,66 ± 1,04 Mpc (∼47,8 millions d'al).
À ce jour, trois mesures non basées sur le décalage vers le rouge (redshift) donnent une distance de 9,920 ± 0,072 Mpc (∼32,4 millions d'al), ce qui est à l'extérieur, mais compatible avec les valeurs de la distance de Hubble. Puisque cette galaxie est relativement rapprochée du Groupe local, il est probable que cette valeur soit plus près de la distance réelle de NGC 2283. Notons que c'est avec la valeur moyenne des mesures indépendantes, lorsqu'elles existent, que la base de données NASA/IPAC calcule le diamètre d'une galaxie. 
La classe de luminosité de NGC 2283 est III-IV et elle présente une large raie HI.